# Jozef Polák
Jozef Polák (* 28. dubna 1925 Vlkas) byl slovenský a československý politik Strany slovenské obrody (její ústřední tajemník), poslanec Slovenské národní rady, Sněmovny lidu a Sněmovny národů Federálního shromáždění za normalizace.

## Biografie
K roku 1971 a 1976 se profesně uvádí jako ústřední tajemník Strany slovenské obrody. Do této funkce byl zvolen roku 1971 a vykonával ji až do roku 1982. V rámci strany představoval konzervativní prokomunistické křídlo, které během pražského jara v roce 1968 odmítalo výraznější programovou emancipaci strany obrody.
Ve volbách roku 1971 zasedl do Sněmovny lidu (volební obvod č. 197 – Stará Ľubovňa, Východoslovenský kraj). Ve volbách roku 1976 přešel do Sněmovny národů (obvod Trenčianske Teplice). Ve FS setrval do konce funkčního období, tedy do voleb roku 1981.
V letech 1969–1971 a 1981–1986 kromě toho zasedal jako poslanec v Slovenské národní radě (v letech 1981–1986 jako její místopředseda). Státní bezpečnost ho evidovala jako důvěrníka (krycí jméno JOŽO).